# Lapitacultuur
De Lapitacultuur (of Lapitatraditie, Lapitavolk) was een volk dat in de prehistorie tussen 1600 en 500 v.Chr. woonde op eilanden in de Grote Oceaan.  
Op grond van archeologisch onderzoek kan worden aangenomen dat de Lapitacultuur de voorloper is van de uit de geschreven geschiedenis bekende culturen van Polynesië, Micronesië en sommige culturen uit Melanesië. Karakteristiek voor de Lapitacultuur is de eerste kolonisatie door mensen van voorheen onbewoonde eilanden die over een zeer groot oppervlak verspreid in de Stille Zuidzee liggen.

## Aardewerk

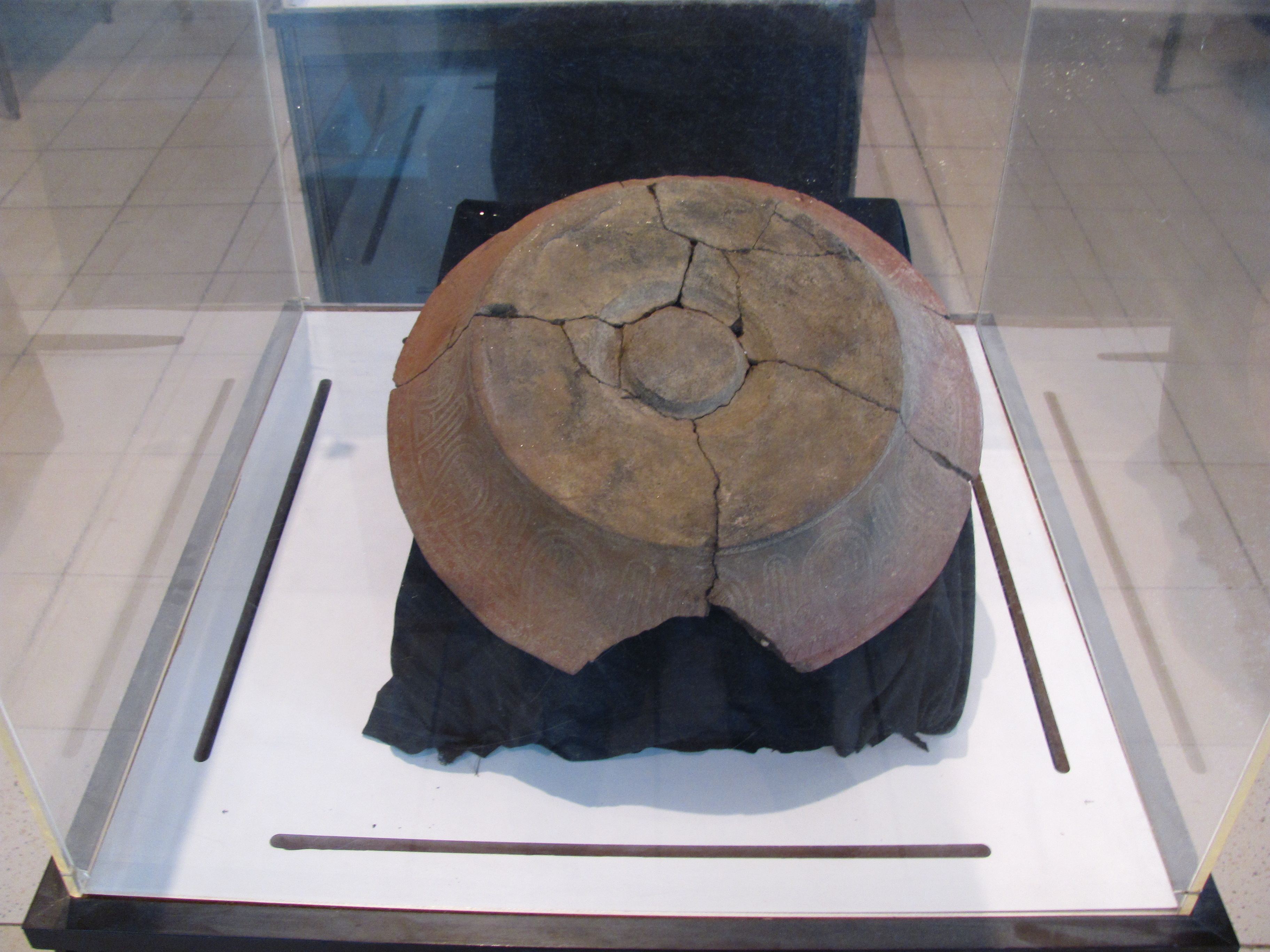
Lapita-aardewerk

Vooral de versiering van het aardewerk van de Lapitacultuur was karakteristiek. Voor het bakken werd de natte klei met kamvormige stempels bewerkt waardoor geometrische patronen ontstonden. De stempels bestonden vaak uit verschillende sierelementen en werden soms afgewisseld met gestileerde afbeeldingen van gezichten. Verder wijst het gebruik van obsidiaan en de verspreiding van de taalgroepen in Oceanië op de gemeenschappelijke Lapitacultuur. Obsidiaan werd van elders geëxporteerd naar de eilanden. Voorwerpen van de Lapitacultuur zijn ook aangetroffen op de Marianen, een zeer ver afgelegen eilandengroep.   

## Zeemanschap en landbouw
Zeer waarschijnlijk waren deze volkeren wat het zeemanschap betreft de best ontwikkelde in die tijd. Ze kwamen niet toevallig als drenkelingen aan op onbewoonde eilanden, maar waren in staat om zonder hulp van voorgangers -bewust als kolonisten- eilanden te bereiken die honderden kilometers van elkaar af lagen in een verder lege oceaan. De kolonisten hadden kennis van landbouw en namen knolgewassen, bananen, kokosnoten, honden, varkens en kippen mee.  De nakomelingen van de Lapitacultuur, de Polynesiërs, koloniseerden rond het jaar 1000  de eilanden tussen Hawaï en Paaseiland en mogelijk bereikten zij ook Zuid-Amerika.

## Genetische afstamming
In 2016 werd op grond van DNA-analyse van vier skeletten uit Tonga en Vanuatu geconcludeerd dat het volk afkomstig was uit Oost-Azië, en via Taiwan en de Filipijnen de eilanden bereikte. Drie van deze skeletten waren afkomstig uit de oudst bekende begraafplaats van de Lapitacultuur, bij Port Vila in Vanuatu, het vierde van een begraafplaats op Tonga.
Al eerder was bekend dat bewoners op veel van de eilanden in de Stille Oceaan voor een kwart afstammen van de Papoea's. De Papoea's, die al 40.000-50.000 jaar eerder in het huidige Nieuw-Guinea woonden, kwamen echter pas rond 400 n.Chr. naar de eilanden en vermengden zich met de eerdere bewoners, maar de Lapitacultuur was toen al verdwenen.

## Naam Lapita
De naam van de Lapitacultuur is het resultaat van een misverstand. Een Amerikaanse archeoloog vroeg aan lokale bewoners van Nieuw-Caledonië aan de bewoners hoe de voorwerpen die hij aantrof heetten. Hij kreeg als reactie "xapeta'a", hetgeen "hij graaft een gat" betekent.
Het oud-Griekse mythologische volk de Lapithen heeft geen verband met de Lapita's. 